# Lèmur de collar
El lèmur de collar (Varecia variegata) és la més amenaçada de les dues espècies de lèmurs del gènere Varecia. Ambdues són endèmiques de l'illa de Madagascar. Tot i que la seva distribució és més gran que el del lèmur de collar vermell, té una població més eptita i dispersa, amb una densitat baixa i aïllades. Se n'han reconegut tres subespècies des que el lèmur de collar vermell fou elevat a la condició d'espècie l'any 2001.